# Certificat d'aptitude au professorat de lycée professionnel
Le certificat d’aptitude au professorat de lycée professionnel (CAPLP) est un diplôme professionnel du ministère de l'Éducation nationale français. Ce diplôme permet de devenir professeur au sein d'un lycée professionnel.
Il est délivré aux candidats qui ont passé avec succès les épreuves d’un concours national.

## Modalités du Concours
Diplômes requis pour le concours :
- sections générales : Bac+5, Master, diplôme d'ingénieur, ou diplôme équivalent ou cinq années d'expérience professionnelle en qualité de cadre;
- sections professionnelles : Bac+5, Master, diplôme d'ingénieur ou diplôme équivalent, ou Bac+2 associé à 5 années d'expérience professionnelle;
- sections des métiers : Bac ou niveau équivalent + 7 années d'expérience professionnelle.

Les modalités d'inscription sont les mêmes que pour le CAPES.
On distingue un concours interne et un concours externe.
Pour se présenter au concours externe, il faut être inscrit en M1 ou M2 ou titulaire du master ou d’une équivalence reconnue pour s’inscrire au concours.
Le concours interne concerne les fonctionnaires, les enseignants non titulaires et les assistants d’éducation ayant au moins trois années d'ancienneté dans la fonction publique.
L’inscription au concours lui-même est indépendante de l’inscription aux préparations dispensées à l'Université et se fait via les services du rectorat de l’académie du candidat.
Le concours se décompose en deux parties: les épreuves écrites déterminent quels candidats sont « admissibles » (c’est-à-dire autorisés à passer les épreuves orales), puis les épreuves orales décident de l’admission définitive.

## Missions
Les titulaires du CAPLP peuvent enseigner dans des établissements relevant de l'enseignement professionnel, c'est-à-dire principalement :
- les lycées professionnels (LP) ;
- les sections d'enseignement professionnel (SEP) localisées dans des lycées généraux et technologiques ;
- les sections d'enseignement général et professionnel adapté (SEGPA) pour certaines spécialités.
- les établissements régionaux d'enseignement adapté (EREA)

## Domaines
Il est possible de distinguer deux catégories de PLP (professeurs de lycée professionnel) :
- Les PLP du domaine général, qui ont la particularité d'être bivalents. Ils associent deux disciplines qui correspondent à des CAPES différents, par exemple :
  - Lettres - histoire-géographie
  - Lettres - langues vivantes (anglais, espagnol, allemand, arabe)
  - Mathématiques - physique-chimie
- Les PLP du domaine professionnel, qui correspondent à la spécialité professionnelle du diplôme préparé, par exemple :
  - Arts appliqués
  - Biotechnologies - santé-environnement
  - Biotechnologies - génie biologique
  - Conducteur routier
  - Économie et gestion - gestion et administration
  - Économie et gestion - commerce et vente
  - Génie civil
  - Génie électrique - électrotechnique
  - Génie électrique - électronique
  - Génie mécanique
  - Génie industriel
  - Hôtellerie restauration - production culinaire
  - Hôtellerie restauration - service et commercialisation
  - Sciences et techniques médico-sociales

Les spécialités professionnelles sont très nombreuses et parfois très pointues, par exemple : bijouterie, horlogerie, arts du feu, art du bois, navigation, esthétique-cosmétique.